# 池田由成
池田 由成（いけだ よしなり）は、江戸時代初期の備前岡山藩池田氏の家臣。天城池田家2代当主。

## 生涯
慶長10年（1605年）池田家家老・池田由之の子として生まれる。元和元年（1615年）幕府の証人として江戸に下向し、江戸城で将軍・徳川秀忠に拝謁する。元和4年（1618年）に父・由之が殺害されると、かわりに米子城3万2,000石と「出羽」の名を相続して、池田光政に家老として仕えた。
元和9年（1623年）7月、藩主光政が将軍・家光に従い上洛した際に供をする。寛永5年（1628年）、藩主・光政と大御所・秀忠の養女・勝子（本多忠刻の娘）の婚礼の際に御礼使として江戸に下り、江戸城で将軍・家光に拝謁する。寛永9年（1632年）には藩主・光政が因幡鳥取藩から備前岡山藩へと移封されたので、由成も備前国下津井城主に転じた。その後、一国一城令でこの城が破却されたので、天城に陣屋を設けてそこに移った。慶安2年（1650年）、藩主・光政の娘・輝子と一条教輔の婚礼のため上京する。
寛文8年（1668年）7月1日に隠居して三男の由孝に跡を譲った。門閥家老として津田永忠等と対立し、光政に疎まれ隠居を命じられたためである。その後は天城で余生を送る。延宝4年（1676年）1月8日に死去。享年72。墓所は天城池田家墓所（岡山県倉敷市）。
なお、赤穂藩家臣の大石良昭に嫁いだ娘の熊子は、赤穂事件で知られる大石良雄を生んだ。

## 参考文献

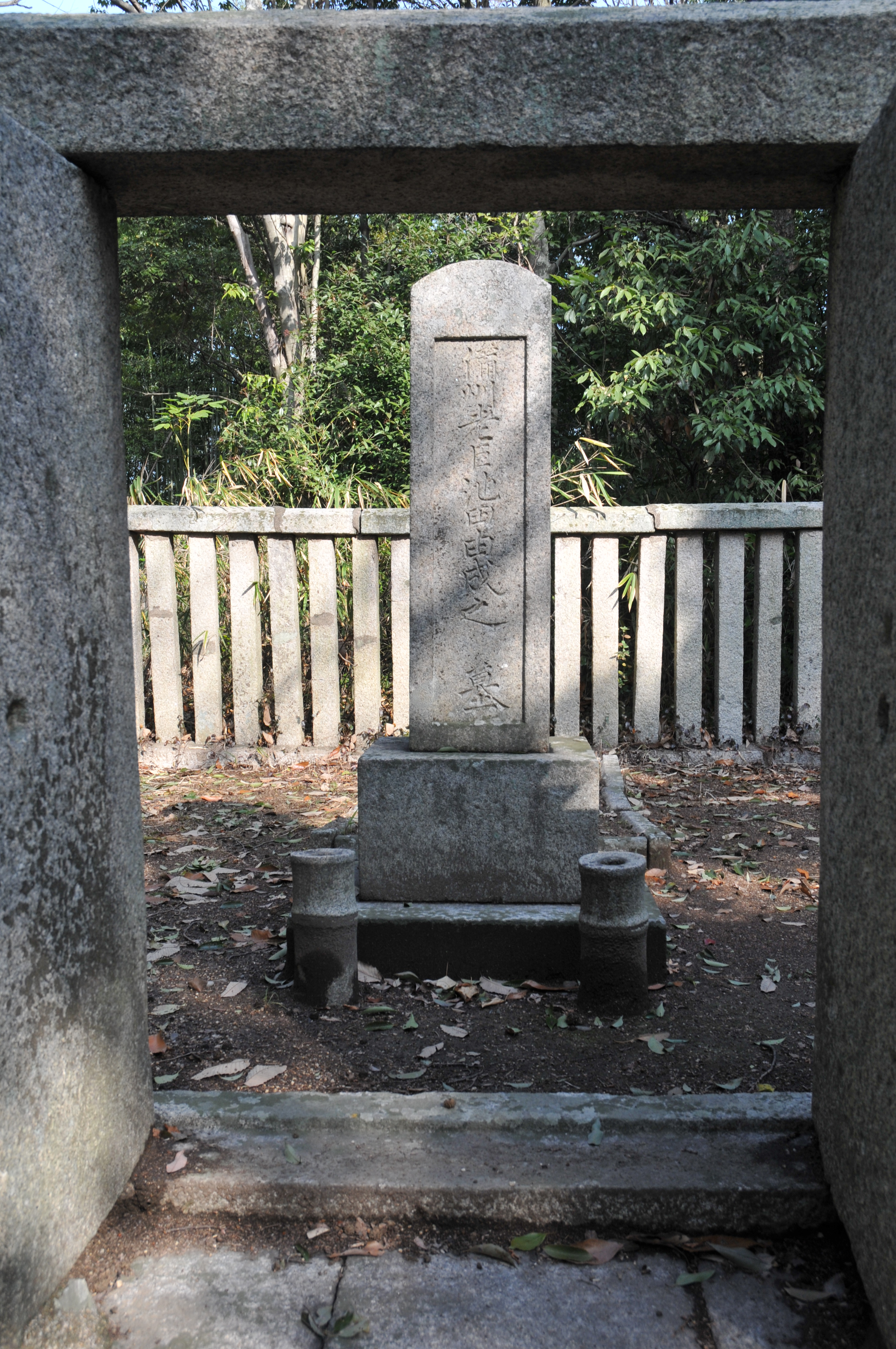
池田由成の墓